# 大津市立大石小学校
大津市立大石小学校（おおつしりつ おおいししょうがっこう）は、滋賀県大津市大石東にある公立小学校。

## 概要
大津市大石にある公立小学校であり、それに隣接する各地区（曽束・小田原・富川など）を学区としている。当校は近隣に設けられた学校を統合して1886年（明治19年）に大石小学校（初代）として創立したが、関津と太子の各村は後に学区から外れ、尋常小学校への改称（後に尋常高等小学校、国民学校へ再改称）を経て1947年（昭和22年）に大石村大石小学校となった。大石村は1951年（昭和26年）4月1日に大津市との編入合併により消滅し、これに併せて現校名（大津市立大石小学校）への改称が行われた。

## 沿革
- 1872年（明治5年）：富川に富川小学校が創立する。
- 1873年（明治6年）：曽束に鹿鳴学校が創立する。
- 1874年（明治7年）：八張口学校が創立する。中・東・龍門・淀が同校の学区であった。
- 1876年（明治9年）：小田原に大石学校が創立する。
- 1883年（明治16年）：八張口学校の児童が激増したため、大石中に校舎を新築。忌伊勢学校に改称する。
- 1886年（明治19年）：大石小学校（初代）が創立する。当時の学区は曽束・小田原・龍門・淀・大石中・東・富川・関津・太子の各村全域であった[注 2]。
- 1889年（明治22年）：学区改正により、大石・曽束・富川の各小学校を尋常小学校（大石尋常小学校、曽束尋常小学校、富川尋常小学校）に改称する。
- 1899年（明治32年）：校名を大石中尋常高等小学校に改称する。
- 1908年（明治41年）：小学校令の改正に併せ、西分教場（小田原・曽束学区）と東分教場（富川学区）を設ける。
- 1916年（大正5年）：本校の校舎改築を実施する。
- 1941年（昭和16年）：大石国民学校に改称する。
- 1947年（昭和22年）：大石村大石小学校に改称する。
- 1951年（昭和26年）：大石村が大津市に編入合併し、校名を大津市立大石小学校に改称する。
- 1954年（昭和29年）：東分校（旧：東分教場）の校舎を新築する。
- 1957年（昭和32年）：幼稚園を併設する。
- 1959年（昭和34年）：体育館（初代）を新築する（後に解体したが、その時期は不明）。
- 1964年（昭和39年）：西分校（旧：西分教場）と東分校（旧：東分教場）を本校に統合。
- 1967年（昭和42年）：新校舎が竣工する。同年より学校給食を実施。
- 1968年（昭和43年）：プール（初代）が竣工する（後に解体したが、その時期は不明）。
- 1976年（昭和51年）：大津市によるスクールバスの運行を開始する。
- 1977年（昭和52年）：体育館（二代目）が竣工する。
- 1980年（昭和55年）：3階建ての校舎が竣工する。
- 1986年（昭和61年）：校舎建築促進委員会を設置する。
- 1988年（昭和63年）：幼稚園を分離する。同園は近隣に移転した。
- 1991年（平成3年）：校舎第一期工事が完成する。
- 1997年（平成9年）：プール（二代目）が竣工する。
- 2000年（平成12年）：体育館（二代目）改築工事が着工する。起工式は同年5月に行われた。
- 2001年（平成13年）：体育館（二代目）改築工事が竣工し、記念式典が行われる。
- 2002年（平成14年）：新校舎の増築起工式を行う。
- 2003年（平成15年）：新校舎の増築が竣工し、記念式典が行われる。
- 2004年（平成16年）：教室を新校舎に移転する。
- 2005年（平成17年）：運動場の改修工事が完成する。
- 2012年（平成24年）：大津市より、小中一貫教育カリキュラム研究モデル校の指定を受ける（2014年度（平成26年度）まで継続）。
- 2022年（令和4年）：第14回魚庭（）の大漁旗デザインコンクール低学年の部で同校の3年生（受賞当時）が優秀賞を受賞する[注 3][4]。
- 2023年（令和5年）：木村毬乃（フェンシング女子サーブル日本代表[5]）を迎えて特別授業を実施[6]。

（出典：）

## 基礎データ

### スローガン
- 教育目標 - 郷土を愛し 自ら伸びゆく 心豊かな児童の育成[7]
- キャッチフレーズ - みんなが主役 みんなで応援 みんなでつくる 大石小[8]

## 通学区域
- 大津市
  - 大石中、大石東、大石淀、大石龍門、大石曽束、大石小田原、大石富川の全域[注 4][3]。

## 進学先中学校
- 大津市立南郷中学校[3]

## 交通アクセス
- JR琵琶湖線（東海道本線）石山駅・京阪石山坂本線京阪石山駅から京阪バス。「宮前橋」停留所下車、徒歩約1分[9]。「大石小学校前」停留所下車、徒歩約3分[9]。  - （備考：「大石小学校前」停留所から大石の各地区（宮尻方面を除く）と外畑・内畑方面を運行する京阪バスの路線には「大石ゾーンバス」という愛称がある）

## 校区内の主な施設
当校付近は民家が多く、市役所支所・幼稚園・郵便局・駐在所・バスターミナルもある。正門に沿って京都府道・滋賀県道783号線が通り、当校のすぐ北にあるT字路から東へ進むと瀬田川グリーンハイツ桜谷パークタウンという住宅街に至る。当校の裏側には瀬田SPホールが1985年（昭和60年）3月に建設されたが、現在は廃墟としてそのまま残っている。その南には大石グリーンハイツという住宅街があり、南側に公園（大石グリーンパーク）と小規模な工業地がある。南へ抜けると叶 匠寿庵の本社兼製造工場を経て大石小田原の集落に至る。ちなみに、富川は桜谷パークタウンの南東側にある地名であり、山間に集落が点在する。その南端は甲賀市信楽町宮尻に接している。近隣には滋賀県立ライフル場や富川磨崖仏がある。
当校付近は寺院も多く、瀬田川とそれに関連する川がいくつか流れる。川を渡る橋は数ヵ所架けられている。当校から南西に進むと大石緑地スポーツ村があり、そのまま南西へ抜けると大石曽束の集落に至る。同集落の近隣にはテニスコートを併設した公園やゴルフ場がある。
- 安養寺 - 通称は「立木観音」、俗称は「立木さん」。
- 長寿寺
- 浄土寺
- 佐久奈度神社 - 拝殿と御旅所の位置は異なる。
- 大石館跡
- 大石緑地スポーツ村[周辺 3][周辺 4] - テニスコート・多目的グラウンドなど。
- 大津市役所大石支所[周辺 5] - コミュニティセンターを併設[周辺 6]。
- 大津市立大石幼稚園[周辺 7] - かつて当校に併設していた幼稚園。
- 大津大石郵便局
- 大津警察署大石警察官駐在所
- 瀬田SPホール - 多目的ホール兼ケーブルテレビ局であった（閉鎖時期不明）[周辺 2]。
- 瀬田川グリーンハイツ桜谷パークタウン - 住宅街。略称は「桜谷パークタウン」。
- 大石グリーンハイツ - 住宅街。
- 国道422号（現道） - 大石東バイパス（瀬田川令和大橋方面）は東へやや離れた所を通る。
- 滋賀県道・京都府道3号大津南郷宇治線
- 滋賀県道29号瀬田大石東線
- 京都府道・滋賀県道783号宇治田原大石東線
- 瀬田川
  - 鹿跳橋[周辺 8] - 瀬田川に架かる橋の1つ。付近に鹿跳渓谷[周辺 9][周辺 10]がある。
- 信楽川
  - 宮前橋 - 信楽川に架かる橋の1つ。
  - 極楽橋 - 信楽川に架かる橋の1つ。付近にスーパーフレンド大石店がある。
- 大石川
  - 大石橋 - 大石川に架かる橋の1つ。
  - 高橋 - 大石川に架かる橋の1つ。
- 古屋川
  - 古屋橋 - 古屋川に架かる橋の1つ。

## その他
- 当校から北西へ少し離れた所に鹿跳橋が架かっているが、その橋にまつわる鹿の伝説[周辺 8][周辺 9][周辺 10]にちなんだ石像（鹿の親子三体）が当校駐車場の片隅にある。この石像には「鹿鳴」というタイトルが付いている[10]。